# Emre Can
Pour les articles homonymes, voir Can et Emre Can (joueur d'échecs).
Emre Can (prononcé en turc [ˈɛmrɛ ˈd͡ʒɑn]), né le 12 janvier 1994 à Francfort en Allemagne, est un footballeur international allemand d’origine turque qui joue au poste de milieu de terrain ou défenseur au Borussia Dortmund.

## Biographie

### Formation
Emre Can est né à Francfort de parents turcs, il commence à jouer au football au SV Blau-Gelb Frankfurt et arrive en 2006 dans les sections jeunes de l'Eintracht Francfort. En juillet 2009 il est recruté par le Bayern Munich, où il est titulaire chez les U-17, en 2011 il obtient un contrat amateur et joue comme milieu de terrain pour l'équipe réserve du Bayern Munich en Regionalliga.

### Carrière en club

#### Bayern Munich
Le 22 février 2012, il fait partie pour la première fois de l'équipe première lors du match de Ligue des champions contre le FC Bâle, mais ne sera pas utilisé comme quatre jours plus tard où il fait partie de l'effectif en Bundesliga. Il signe son contrat professionnel au début de la saison 2012-2013 et fait ses débuts en équipe première le 12 août 2012 lorsqu'il est titularisé comme défenseur latéral gauche lors de la Supercoupe d'Allemagne 2012 face au Borussia Dortmund avant d'être remplacé à la 70e minute. Le 20 août 2012 il dispute son premier match en entier lors du premier tour de la Coupe d'Allemagne. Emre dispute son premier match de Bundesliga contre le 1. FC Nuremberg le 13 avril 2013. Il marque son premier but en Bundesliga le 28 avril 2013 en détournant légèrement un coup franc de Xherdan Shaqiri.

#### Bayer Leverkusen
Le 2 août 2013, Can signe pour quatre années en faveur du Bayer Leverkusen, avec une option de rachat pour le Bayern Munich. Karl-Heinz Rummenigge, président du conseil exécutif du Bayern Munich, justifie ce transfert en évoquant le succès des prêts de jeunes joueurs du Bayern comme celui de Toni Kroos à Leverkusen, du capitaine Philipp Lahm à Stuttgart ou encore de David Alaba à Hoffenheim. 
Le 17 septembre 2013, Emre joue son premier match de Ligue des champions à Old Trafford contre Manchester United. Une rencontre qui se solde par une défaite de Leverkusen de quatre buts à deux. Il inscrit son premier but pour Leverkusen le 26 octobre 2013, lors d'une rencontre de championnat face au FC Augsbourg. Titularisé, il marque de la tête sur un service de Robbie Kruse, et permet à son équipe de s'imposer (2-1 score final). 
Lors de sa première et seule saison à Leverkusen, Can inscrit quatre buts pour autant de passes décisives, tout en apportant beaucoup sur le plan défensif. Les performances de Can éveillent l'intérêt du Liverpool FC.

#### Liverpool FC
Le 5 juin 2014, le Bayer Leverkusen annonce un accord de principe sur le transfert d'Emre Can vers le vice-champion d'Angleterre Liverpool, qui lève la clause de transfert de douze millions d'euros le 3 juillet. L'entraîneur des Reds, Brendan Rodgers, déclare en conférence de presse que Can est « un jeune talent inspiré ». Beaucoup d'observateurs comparent le jeune Allemand à ses compatriotes Michael Ballack et Bastian Schweinsteiger, en raison de sa capacité à aussi bien attaquer que défendre depuis une position de milieu de terrain. Il joue son premier match sous ses nouvelles couleurs le 25 août 2014, lors d'une rencontre de Premier League face à Manchester City. Il entre en jeu à la place de Joe Allen et son équipe s'incline par trois buts à un.
Le 8 juin 2018, Livepool officialise le départ d'Emre Can qui refuse de prolonger son contrat. Des rumeurs indiquent qu'il pourrait rejoindre la Juventus de Turin. Son ancien club du Bayern Munich serait aussi intéressé.

#### Juventus FC
Le 21 juin 2018, il signe libre un contrat de quatre ans avec la Juventus. Le club italien versera seize millions d'euros de commissions sur deux ans.
Emre Can dispute son premier match avec la Veille Dame le 18 août 2018, face au Chievo Vérone, lors de la première journée de Serie A 2018-2019, en remplaçant Sami Khedira à la 84e minute de jeu (victoire 3-2 au Stade Marcantonio-Bentegodi).
Il inscrit son premier but pour la Juventus le 21 janvier 2019, lors d'une rencontre de Serie A contre le Chievo Vérone. Titulaire au milieu de terrain, il participe à la victoire de son équipe par trois buts à zéro.
Il apprend le 3 septembre 2019 qu'il n'est pas retenu dans le groupe qui disputera la Ligue des champions et réagit vivement, estimant que son entraîneur Maurizio Sarri a trahi sa parole : « Je suis choqué et énervé. La semaine dernière, le club m'avait dit autre chose, et puis, hier, l'entraîneur m'a appelé et en moins d'une minute, il m'a dit que je ne faisais pas partie de l'équipe. Il n'a pas été sincère avec moi. Si je l’avais su avant, je n'aurais plus joué à la Juve. Je vais maintenant tirer mes conclusions et parler avec le club et mon agent. ».

#### Borussia Dortmund
Dans les derniers jours du mercato hivernal 2019-2020, Can est prêté avec option d'achat au Borussia Dortmund. Dès le 18 février, cette option est levée mais le prêt est officiellement maintenu jusqu'en juin, l'international allemand s'engageant quatre ans,. Il inscrit son premier but pour Dortmund le 8 février 2020, lors d'une rencontre de championnat face au Bayer 04 Leverkusen. Il est titularisé lors de cette rencontre perdue par son équipe (4-3).
Le 22 juillet 2023, Emre Can prolonge son contrat avec le Borussia Dortmund, étant désormais lié au club jusqu'en juin 2026.

### Équipe nationale
D'origine turque, Emre Can est sollicité par la fédération turque, le joueur n'y répond pas favorablement. Le sélectionneur allemand Joachim Löw décide de prendre Emre Can pour la première fois en équipe nationale, en vue des deux matchs de qualification contre la Pologne et l'Écosse, respectivement les 4 et 7 septembre 2015. Il est titularisé lors du match contre la Pologne en tant qu’arrière droit. Il joue l'intégralité de la rencontre et l'équipe allemande gagne 3 buts à 1. Sélectionné lors de l'Euro 2016, il prend plus d'importance en équipe d'Allemagne lors de la victoire en Coupe des confédérations 2017 en Russie. Emre Can inscrit son premier but en sélection le 8 octobre 2017 face à l'Azerbaïdjan. Titularisé au milieu de terrain ce jour-là, il inscrit le dernier but des siens, qui s'imposent largement sur le score de cinq buts à un.
Initialement non retenu pour participer à l'Euro 2024, il est finalement convoqué pour remplacer Aleksandar Pavlović forfait en raison d'une infection aux amygdales. Le 14 juin 2024, lors du match d'ouverture face à l'Écosse, il est présent lors de la victoire de son équipe 5-1 et inscrit le cinquième allemand sur une passe de Thomas Müller. Lors d'une compétition où son entrée en jeu permet d'apporter de l'équilibre défensif à son équipe, il participe à quatre rencontres dont le quart de finale perdu face à l'Espagne.

## Statistiques

### Statistiques détaillées
| Saison                | Club                     | Championnat           | Championnat | Championnat | Championnat | Coupe nationale | Coupe nationale | Coupe nationale | Coupe de la Ligue | Coupe de la Ligue | Coupe de la Ligue | Supercoupe | Supercoupe | Supercoupe | Compétition(s) continentale(s) | Compétition(s) continentale(s) | Compétition(s) continentale(s) | Compétition(s) continentale(s) | Total | Total | Total |
| Saison                | Club                     | Division              | M.          | B.          | P.d.        | M.              | B.              | P.d.            | M.                | B.                | P.d.              | M.         | B.         | P.d.       | Comp.                          | M.                             | B.                             | P.d.                           | M.    | B.    | P.d.  |
| 2012-2013             | Bayern Munich            | Bundesliga            | 4           | 1           | 0           | 2               | 0               | 0               | -                 | -                 | -                 | 1          | 0          | 0          | -                              | -                              | -                              | -                              | 7     | 1     | 0     |
| 2013-2014             | Bayer Leverkusen         | Bundesliga            | 29          | 3           | 3           | 3               | 1               | 1               | -                 | -                 | -                 | -          | -          | -          | C1                             | 7                              | 0                              | 1                              | 39    | 4     | 5     |
| 2014-2015             | Liverpool FC             | Premier League        | 27          | 1           | 0           | 6               | 0               | 1               | 3                 | 0                 | 0                 | -          | -          | -          | C1+C3                          | 2+2                            | 0                              | 0                              | 40    | 1     | 1     |
| 2015-2016             | Liverpool FC             | Premier League        | 30          | 1           | 0           | -               | -               | -               | 5                 | 0                 | 1                 | -          | -          | -          | C3                             | 14                             | 1                              | 2                              | 49    | 2     | 3     |
| 2016-2017             | Liverpool FC             | Premier League        | 32          | 5           | 2           | 2               | 0               | 0               | 6                 | 0                 | 1                 | -          | -          | -          | -                              | -                              | -                              | -                              | 40    | 5     | 3     |
| 2017-2018             | Liverpool FC             | Premier League        | 26          | 3           | 5           | 2               | 0               | 0               | -                 | -                 | -                 | -          | -          | -          | C1                             | 10                             | 3                              | 0                              | 38    | 6     | 5     |
| Sous-total            | Sous-total               | Sous-total            | 115         | 10          | 7           | 10              | 0               | 1               | 14                | 0                 | 2                 | -          | -          | -          | -                              | 28                             | 4                              | 2                              | 167   | 14    | 12    |
| 2018-2019             | Juventus FC              | Serie A               | 29          | 4           | 1           | 1               | 0               | 0               | -                 | -                 | -                 | 1          | 0          | 0          | C1                             | 6                              | 0                              | 0                              | 37    | 4     | 1     |
| 2019-2020             | Juventus FC              | Serie A               | 8           | 0           | 0           | -               | -               | -               | -                 | -                 | -                 | -          | -          | -          | C1                             | -                              | -                              | -                              | 8     | 0     | 0     |
| Sous-total            | Sous-total               | Sous-total            | 37          | 4           | 1           | 1               | 0               | 0               | -                 | -                 | -                 | 1          | 0          | 0          | -                              | 6                              | 0                              | 0                              | 45    | 4     | 1     |
| 2019-2020             | Borussia Dortmund (prêt) | Bundesliga            | 12          | 2           | 0           | 1               | 0               | 0               | -                 | -                 | -                 | -          | -          | -          | C1                             | 2                              | 0                              | 0                              | 15    | 2     | 0     |
| 2020-2021             | Borussia Dortmund        | Bundesliga            | 28          | 1           | 4           | 5               | 1               | 1               | -                 | -                 | -                 | 1          | 0          | 0          | C1                             | 6                              | 0                              | 0                              | 40    | 2     | 5     |
| 2021-2022             | Borussia Dortmund        | Bundesliga            | 24          | 5           | 0           | 1               | 0               | 0               | -                 | -                 | -                 | -          | -          | -          | C1+C3                          | 2+1                            | 0                              | 0                              | 28    | 5     | 0     |
| 2022-2023             | Borussia Dortmund        | Bundesliga            | 27          | 2           | 1           | 4               | 1               | 0               | -                 | -                 | -                 | -          | -          | -          | C1                             | 7                              | 0                              | 0                              | 38    | 3     | 1     |
| 2023-2024             | Borussia Dortmund        | Bundesliga            | 25          | 2           | 3           | 2               | 0               | 0               | -                 | -                 | -                 | -          | -          | -          | C1                             | 11                             | 0                              | 0                              | 38    | 2     | 3     |
| 2024-2025             | Borussia Dortmund        | Bundesliga            | 31          | 3           | 1           | 2               | 1               | 0               | -                 | -                 | -                 | -          | -          | -          | C1                             | 12                             | 2                              | 1                              | 45    | 6     | 2     |
| Sous-total            | Sous-total               | Sous-total            | 147         | 15          | 9           | 15              | 3               | 1               | -                 | -                 | -                 | 1          | 0          | 0          | -                              | 41                             | 2                              | 1                              | 204   | 20    | 11    |
| Total sur la carrière | Total sur la carrière    | Total sur la carrière | 333         | 33          | 20          | 31              | 4               | 3               | 14                | 0                 | 2                 | 3          | 0          | 0          | -                              | 82                             | 6                              | 4                              | 463   | 43    | 29    |

### En sélection
| Saison                | Sélection             | Phases finales        | Phases finales | Phases finales | Phases finales | Éliminatoires | Éliminatoires | Éliminatoires | Ligue Nations | Ligue Nations | Ligue Nations | Matchs amicaux | Matchs amicaux | Matchs amicaux | Total | Total | Total |
| Saison                | Sélection             | Compétition           | M              | B              | Pd             | M             | B             | Pd            | M             | B             | Pd            | M              | B              | Pd             | M     | B     | Pd    |
| --------------------- | --------------------- | --------------------- | -------------- | -------------- | -------------- | ------------- | ------------- | ------------- | ------------- | ------------- | ------------- | -------------- | -------------- | -------------- | ----- | ----- | ----- |
| 2015-2016             | Allemagne             | Euro 2016             | 1              | 0              | 0              | 2             | 0             | 1             | -             | -             | -             | 4              | 0              | 0              | 7     | 0     | 1     |
| 2016-2017             | Allemagne             | Confédérations 2017   | 5              | 0              | 1              | 1             | 0             | 0             | -             | -             | -             | 2              | 0              | 0              | 8     | 0     | 1     |
| 2017-2018             | Allemagne             | -                     | -              | -              | -              | 3             | 1             | 0             | -             | -             | -             | 2              | 0              | 0              | 5     | 1     | 0     |
| 2018-2019             | Allemagne             | -                     | -              | -              | -              | -             | -             | -             | 1             | 0             | 0             | -              | -              | -              | 1     | 0     | 0     |
| 2019-2020             | Allemagne             | -                     | -              | -              | -              | 3             | 0             | 0             | -             | -             | -             | 1              | 0              | 0              | 4     | 0     | 0     |
| 2020-2021             | Allemagne             | Euro 2020             | 3              | 0              | 0              | 3             | 0             | 0             | 4             | 0             | 0             | 2              | 0              | 0              | 12    | 0     | 0     |
| 2022-2023             | Allemagne             | -                     | -              | -              | -              | -             | -             | -             | -             | -             | -             | 4              | 0              | 0              | 4     | 0     | 0     |
| 2023-2024             | Allemagne             | Euro 2024             | 4              | 1              | 0              | -             | -             | -             | -             | -             | -             | 2              | 0              | 0              | 6     | 1     | 0     |
| 2024-2025             | Allemagne             | -                     | -              | -              | -              | -             | -             | -             | 1             | 0             | 0             | -              | -              | -              | 1     | 0     | 0     |
| Total sur la carrière | Total sur la carrière | Total sur la carrière | 13             | 1              | 1              | 12            | 1             | 1             | 6             | 0             | 0             | 17             | 0              | 0              | 48    | 2     | 2     |

### But international
|   | Date           | Lieu                                            | Adversaire  | Score | Résultat | Compétition                       |
| - | -------------- | ----------------------------------------------- | ----------- | ----- | -------- | --------------------------------- |
| 1 | 8 octobre 2017 | Fritz-Walter-Stadion, Kaiserslautern, Allemagne | Azerbaïdjan | 5-1   | V 5-1    | Éliminatoires Coupe du monde 2018 |
| 2 | 14 juin 2024   | Allianz Arena, Munich, Allemagne                | Écosse      | 5-1   | V 5-1    | Euro 2024                         |

## Palmarès

### En club
| Bayern Munich (2)                                                                         | Liverpool FC | Juventus FC (3)                                                                                              | Borussia Dortmund (1) |
| ----------------------------------------------------------------------------------------- | --- | --- | --- |
| - Championnat d'Allemagne - Champion : 2013. - Supercoupe d'Allemagne - Vainqueur : 2012. | - Ligue des champions - Finaliste : 2018. - Ligue Europa - Finaliste : 2016. - Coupe de la Ligue - Finaliste : 2016. | - Championnat d'Italie - Champion : 2019 et 2020 - Supercoupe d'Italie - Vainqueur : 2018 - Finaliste : 2019 | - Championnat d'Allemagne - Vice-Champion : 2020, 2022 et 2023 - Coupe d'Allemagne - Vainqueur : 2021 - Ligue des champions - Finaliste : 2024 |

### En équipe nationale
- Allemagne -17 ans
  - Finaliste du Championnat d'Europe en 2011.
- Allemagne
  - Vainqueur de la Coupe des confédérations en 2017.

### Distinctions personnelles
- Membre de l'équipe-type du Championnat d'Europe des moins de 17 ans en 2011.
- Membre de l'équipe-type de la Ligue Europa en 2016.
- But de la saison de Premier League en 2017[26].
- But du mois de Bundesliga en février 2020[27].
- But de la saison de Bundesliga en 2020[28].